# Grzegorz Sroczyński
Grzegorz Sroczyński (ur. 1974) – polski dziennikarz i publicysta.

## Życiorys
Na początku kariery był związany z dziennikiem „Życie”. W latach 1999–2017 pracował w „Gazecie Wyborczej”, gdzie zaczynał w dziale reportażu, potem przez około dwa lata był szefem marketingu i działu promocji nakładu, następnie redaktorem w działach gospodarczym i krajowym, a przez ostatnie sześć lat spędzonych w tej redakcji pisał felietony i przeprowadzał wywiady do dodatków GW – „Dużego Formatu” oraz „Magazynu Świątecznego”. Jest autorem audycji Świat się chwieje w Radiu Tok FM i podcastu „Sabat symetrystów”. Po odejściu z „Gazety Wyborczej”, które motywował znaczącym poróżnieniem z redakcją w sprawach ideowych, rozpoczął współpracę z portalem Gazeta.pl. Ostatni odcinek audycji Świat się chwieje został wyemitowany 27 sierpnia 2023 roku.
Od września 2023 jest jednym z prowadzących Popołudniowej Rozmowy w RMF FM.

## Książki
- 2015: Świat się chwieje: 20 rozmów o tym, co z nami dalej (Agora SA) – zbiór wywiadów dotyczących kondycji społecznej, politycznej i mentalnej III Rzeczypospolitej, szczególnie w kontekście transformacji ustrojowej; wśród rozmówców Sroczyńskiego m.in. Marcin Król, Andrzej Leder, Jan Krzysztof Bielecki, Karol Modzelewski, Jerzy Hausner, Janina Ochojska, Piotr Ikonowicz.

## Nagrody
- 2014: Grand Press za wywiad Byliśmy głupi z Marcinem Królem
- 2014: Nagroda im. Barbary N. Łopieńskiej za wywiad Wkurzył się Pan? Świetnie! z Karolem Modzelewskim
- 2014: Nagroda im. Andrzeja Woyciechowskiego
- 2014: nominacja do Nagrody Newsweeka im. Teresy Torańskiej
- 2017: „Złoty Prus” – Nagroda im. Bolesława Prusa[6]